# Real Gone
Real Gone es el decimosexto álbum de estudio del músico estadounidense Tom Waits, publicado el 3 de octubre de 2004 por el sello ANTI-.
El álbum, el primero en el que Waits no hace uso del piano en ninguna de sus canciones, incluye algunas de las pocas referencias políticas escritas por Waits, siendo la más explícita en el tema "Day After Tomorrow", que el propio músico describió como una "protesta elíptica" contra la guerra de Irak. Además, Real Gone se caracteriza por una mayor sencillez musical al incluir un menor número de instrumentos exóticos con respecto a trabajos anteriores como Swordfishtrombones o Franks Wild Years, a pesar de fusionar una amplia gama de géneros musicales e incluso introducir el beatboxing como fondo musical en canciones como "Top of the Hill".
El álbum fue respaldado por la gira Real Gone Tour durante los meses de octubre y noviembre de 2004 en Europa y Norteamérica. Fue también escogido por los editores de la revista Harp Magazine como el mejor álbum de 2004, mientras que el tema "Metropolitan Glide" fue nominado al Grammy a la mejor interpretación vocal de rock solista en 2005.

## Lista de canciones
Todos los temas compuestos por Tom Waits y Kathleen Brennan.
1. "Top of the Hill"  – 4:55
  - Larry Taylor: bajo
  - Marc Ribot: guitarra
  - Bryan Mantia: percusión
  - Casey Waits: turntable
  - Tom Waits: voz
2. "Hoist That Rag"  – 4:20
  - Les Claypool: bajo
  - Marc Ribot: guitarra
  - Brain: percusión
  - Casey Waits: percusión
  - Tom Waits: voz
3. "Sins of My Father"  – 10:36
  - Larry Taylor: bajo
  - Marc Ribot: guitarra y banjo
  - Tom Waits: voz
  - Brain: percusión
4. "Shake It"  – 3:52
  - Les Claypool: bajo
  - Brain: percusión y palmas
  - Larry Taylor: guitarra
  - Marc Ribot: guitarra
  - Casey Waits, Mark Howard, Trisha Wilson: palmas
  - Tom Waits: voz
5. "Don't Go into That Barn"  – 5:22
  - Larry Taylor: guitarra y bajo
  - Harry Cody: guitarra
  - Brain: percusión
  - Casey Waits: percusión
  - Tom Waits: voz y percusión
6. "How's It Gonna End"  – 4:51
  - Harry Cody: banjo
  - Larry Taylor: bajo
  - Tom Waits: voz y guitarra
7. "Metropolitan Glide"  – 4:13
  - Larry Taylor: bajo
  - Harry Cody: guitarra
  - Brain: percusión
  - Casey Waits: turntable
  - Tom Waits: voz y guitarra
8. "Dead and Lovely"  – 5:40
  - Larry Taylor: bajo
  - Casey Waits: batería
  - Marc Ribot: guitarra
  - Tom Waits: voz y guitarra
9. "Circus"  – 3:56
  - Tom Waits: voz y chamberlin
  - Casey Waits: batería
  - Mark Howard: campanas
10. "Trampled Rose"  – 3:58
  - Marc Ribot: banjo
  - Larry Taylor: bajo
  - Brain: percusión
  - Tom Waits: voz
11. "Green Grass"  – 3:13
  - Larry Taylor: bajo
  - Tom Waits: voz y guitarra
12. "Baby Gonna Leave Me"  – 4:29
  - Les Claypool: bajo
  - Marc Ribot: guitarra
  - Brain: percusión
  - Tom Waits: voz y maracas
13. "Clang Boom Steam"  – 0:46
  - Tom Waits: voz
14. "Make It Rain"  – 3:39
  - Larry Taylor: bajo
  - Casey Waits: batería
  - Marc Ribot: guitarra
  - Tom Waits: voz
15. "Day After Tomorrow"  – 6:56
  - Larry Taylor: bajo
  - Marc Ribot: guitarra
  - Tom Waits: voz y guitarra
16. "Chickaboom"  – 1:17
  - Tom Waits: voz

## Personal
- Brain: percusión y palmas
- Les Claypool: bajo
- Harry Cody: guitarra y banjo
- Mark Howard: campanas y palmas
- Marc Ribot: guitarra y banjo
- Larry Taylor: bajo y guitarra
- Casey Waits: batería, turntable, percusión y palmas
- Tom Waits: voz, guitarra, chamberlin, percusión y maracas
- Trisha Wilson: palmas

## Listas de éxitos
| Lista          | Posición |
| -------------- | -------- |
| Noruega        | 2        |
| Dinamarca      | 5        |
| Italia         | 8        |
| Portugal       | 8        |
| Suecia         | 9        |
| Países Bajos   | 10       |
| Austria        | 11       |
| Reino Unido    | 16       |
| Suiza          | 16       |
| Finlandia      | 23       |
| Australia      | 27       |
| Estados Unidos | 28       |
| Francia        | 39       |